# 小行星1099
小行星1099（1099 Figneria）是一颗绕太阳运转的小行星，为主小行星带小行星。该小行星于1928年9月13日发现。
該小行星以俄羅斯革命家維拉·菲格納命名。

## 轨道参数
小行星1099的轨道半长轴为3.1911515 UA，离心率为0.269。